# 田景賢 (思州)
田景賢（1235年—1297年），又作田师贤，字德孚，第21任思州土司。
田景賢是前任土司田應丙之子。咸淳六年（1271年），他率軍支援南宋，在真州遭遇元軍，將之擊敗。德祐元年，元軍南侵，他率軍協助南宋防禦臨安。四月，加知思州并复州团练使。九月，被南宋授予福州觀察使之職。至元十四年（1277年），忽必烈派人招誘思州（今贵州务川一带）、播州歸附，田景賢便與播州土司楊邦憲一同歸附元朝。元朝以思州之地設置思州軍民安撫司，以田景賢為安撫使。翌年，田景賢與楊邦憲一同前往元大都朝覲，田景賢被授予榮祿大夫、同知樞密院事的官職。求撤镇远、黄平戍卒，不允，请降诏禁戍卒勿扰思州之民，获允。
南宋滅亡後，田景賢將思州的治所從龙泉坪（铜仁市德江县城西郊）遷往水特江（今思南县）。不久又因司署失火，再迁清江（今镇远县青溪镇）。至元十七年（1280年），田景賢重建龙泉坪，治所從清江遷回龙泉坪。龙泉坪被稱為思州；水特江舊治所則被稱為思南，這就是「思南」這個地名的由來。
至元十八年（1281年），思州安撫司改為思州宣撫司，又改为宣慰司，田景賢任宣慰使兼管内安抚使。田景賢在位期間，多次參加元朝的戰爭，並積極對外擴張，使思州土司勢力達到鼎盛。至元二十一年（1284年），其地隶顺元路宣抚司。子孙世袭土司。死後，其子田惟墉繼位。